# Giacomo Rocca
Pour les articles homonymes, voir Rocca.
Giacomo Rocca ou Giacomo della Rocca (1532 - 1605) est un peintre italien de la période maniériste qui, sans être mineur, n'a pas  atteint la qualité de son maître Daniele da Volterra, ami et exécuteur testamentaire de Michel-Ange.

## Biographie
Giacomo Rocca a été l'élève de Daniele da Volterra, qui lui a fait étudier ses dessins et ceux de Michel-Ange, son ami. Il a collaboré à la peinture de certaines parcelles des fresques des voûtes et des murs de la Basilique Sainte-Marie-des-Anges-et-des-Martyrs de Rome (endommagées par la restauration de 1838). Il y a peint également le retable de la Crucifixion.
Il eut le cavalier d'Arpin comme élève à Rome et lui a fait étudier les œuvres de son maître et des dessins de Michel-Ange que Da Volterra lui avait confiés.

## Œuvres
- Retable de la Crucifixion, fresques des voûtes et des murs, chapelle Girolamo Ceuli,  Basilique Sainte-Marie-des-Anges-et-des-Martyrs, Rome
- Fresques de la Chapelle Ricci sur les dessins de Da Volterra, S. Pietro in Montorio, Rome
- Prophètes et Sibylles et sujets de l'Ancien Testament, fresques de la Galleria et de la chapelle du Palazzo Sacchetti, Rome
- Un Triomphe romains, fresque (avec Michele degli Alberti) du Palazzo dei Conservatori, Rome
- Tableau de la sacristie de l'église Santa Maria in Aquiro o degli Orfanelli, Rome
- Décollation de l'apôtre saint Paul, église San Carlo de'Catinari